# Гідропідривне дроблення негабариту
Гідропідривне́ дро́блення негабари́ту — варіант шпурового методу дроблення негабариту, що відрізняється висаджуванням зменшеного заряду вибухової речовини (ВР) у шпурі, заповненому водою. Застосовують також заряди ігданіту низької енергії (98 % АС — 2 % ДТ). Негабаритний шматок руйнується на декілька частин без їх розлітання.
Синоніми:
- Гідровисаджувальне дроблення негабариту
- Гідровисадне дроблення негабариту